# Матарам (місто)
```

```

Матара́м (індонез. Mataram) — муніципалітет та місто у складі провінції Західна Південно-Східна Нуса, Індонезія.
Населення — 413210 осіб (2012; 406910 в 2011, 402843 в 2010, 375506 в 2009, 362243 в 2008).

## Адміністративний поділ
До складу муніципалітету входять 6 районів:
| Райони      | Населення, осіб (2010) | Населення, осіб (2012) | Селища |
| ----------- | ---------------------- | ---------------------- | ------ |
| Ампенан     | 78779                  | 80281                  | 10     |
| Матарам     | 73107                  | 75218                  | 9      |
| Сандубая    | 61093                  | 62534                  | 7      |
| Секарбела   | 53112                  | 55237                  | 5      |
| Селапаранг  | 72665                  | 74148                  | 9      |
| Чакранегара | 64087                  | 65792                  | 10     |

## Клімат
Місто знаходиться у зоні, котра характеризується кліматом тропічних саван. Найтепліший місяць — грудень із середньою температурою 28.6 °C (83.4 °F). Найхолодніший місяць — липень, із середньою температурою 25.4 °С (77.7 °F).
| Клімат Матарама         | Клімат Матарама | Клімат Матарама | Клімат Матарама | Клімат Матарама | Клімат Матарама | Клімат Матарама | Клімат Матарама | Клімат Матарама | Клімат Матарама | Клімат Матарама | Клімат Матарама | Клімат Матарама | Клімат Матарама |
| Показник                | Січ.            | Лют.            | Бер.            | Квіт.           | Трав.           | Черв.           | Лип.            | Серп.           | Вер.            | Жовт.           | Лист.           | Груд.           | Рік             |
| Середній максимум, °C   | 32,3            | 32,2            | 31,6            | 31,5            | 30,2            | 29,4            | 28,5            | 28,9            | 29,9            | 31,4            | 32,5            | 33,1            | 31              |
| Середня температура, °C | 27,2            | 27              | 27,2            | 27,1            | 26,5            | 25,8            | 25,4            | 25,6            | 25,9            | 26,9            | 27,6            | 28,6            | 26,7            |
| Середній мінімум, °C    | 22,1            | 21,8            | 22,9            | 22,8            | 22,8            | 22,2            | 22,3            | 22,4            | 21,9            | 22,3            | 22,6            | 24              | 22,5            |
| Норма опадів, мм        | 280             | 223             | 162             | 108             | 94              | 44              | 29              | 19              | 33              | 110             | 165             | 247             | 1514            |
| Днів з опадами          | 15              | 15              | 15              | 12              | 7               | 5               | 4               | 2               | 3               | 9               | 13              | 17              | 117             |
| Днів з дощем            | 21              | 18              | 14              | 16              | 9               | 7               | 5               | 2               | 4               | 11              | 13              | 20              | 140             |
| Вологість повітря, %    | 81              | 81              | 81              | 80              | 78              | 77              | 75              | 72              | 73              | 76              | 80              | 81              | 77.9            |
| ----------------------- | --------------- | --------------- | --------------- | --------------- | --------------- | --------------- | --------------- | --------------- | --------------- | --------------- | --------------- | --------------- | --------------- |
| Джерело: Weatherbase    |                 |                 |                 |                 |                 |                 |                 |                 |                 |                 |                 |                 |                 |